# Wehemneferet
Wehemneferet (Wehem-neferet), auch Wehemnofret gelesen, ist der Name einer altägyptischen Prinzessin der 5. Dynastie während des Alten Reiches. Sie war eine Tochter von Prinzessin Wenschet. Sie trug den Titel einer „Tochter des Königs“ (Sat-nesut) und den einer „Bekannten des Königs“ (Rechet-nesut). Sie wurde gemeinsam mit ihren Schwestern Nisu und Tjenti in der Ziegelbau-Mastaba S 984 in der Pyramidennekropole von Gizeh bestattet, wo sich sogenannte Reserveköpfe von ihr fanden.